# Markus Babbel
Markus Babbel (født 8. september 1972) er en tidligere fodboldspiller og nu manager i Hertha BSC. I sin aktive karriere spillede han blandt andet for Hamburger SV og FC Bayern München.